# Sven Hassel
Pour les articles homonymes, voir Hassel.
Sven Hassel est le nom de plume de Børge Willy Redsted Pedersen, un écrivain danois, né le 19 avril 1917 a Frederiksborg,, et mort le 21 septembre 2012. Il s'est enrôlé dans un Régiment de Hussard blindé allemand avant  la Seconde Guerre mondiale. Ses romans autobiographiques relatent de manière romancée les combats auxquels il aurait participé. Ses ouvrages se sont vendus à 60 millions d'exemplaires et ont été traduits dans une quinzaine de langues.

## Biographie

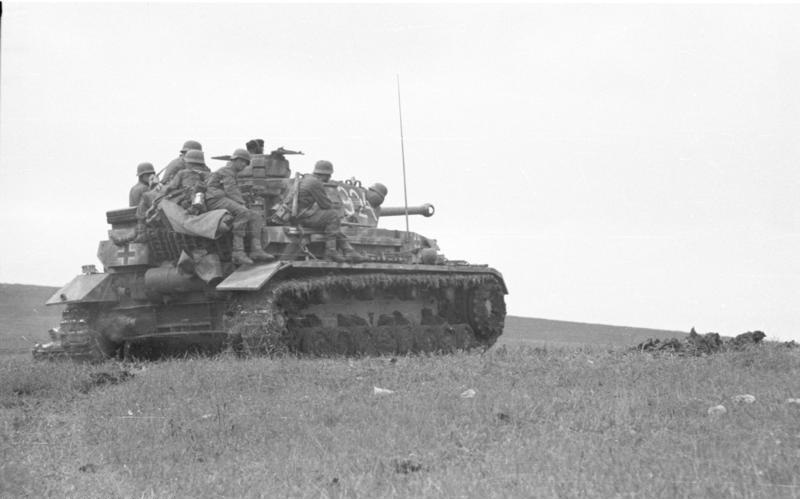
Panzer IV en Russie.

Les éléments biographiques qui suivent proviennent en grande part de l'auteur lui-même.
Ses parents étaient le meunier Peder Oluf Pedersen et son épouse Maren Hansine Andersen,. À quatorze ans, il prend un engagement  comme garçon de cabine sur un steamer jusqu'à son service militaire. En 1937, il rejoint l'Allemagne et s'engage dans un régiment de cavalerie. Durant l'invasion de la Pologne, il est conducteur de Panzer.
L'année suivante il déserte. Capturé, il est traduit en cour martiale et envoyé à la 3e compagnie du  27e régiment de Panzers, un régiment disciplinaire. Il participe à diverses campagnes, essentiellement en Russie, est blessé sept fois, et finit la guerre comme lieutenant.
Il affirme qu'il se rend aux troupes russes à Berlin en 1945 et comme prisonnier de guerre, il commence à écrire dans les camps. En réalité, il a été arrêté à Copenhague en 1945, après la libération et a été détenu en prison au Danemark, d'abord comme un suspect puis comme un criminel condamné.
Il est libéré en 1949.
Il allait s'engager dans la Légion étrangère lorsqu'il rencontra Dorthe Jensen qu'il épousa, et devint ouvrier dans une usine automobile.
Le 6 janvier 1951 à l'église de Garnison de Copenhague, il a épousé Laura Dorthea Guldbæk Jensen, une traductrice de film, divorcée, née en 1913. Il a enregistré son intention de se marier comme journaliste, et son témoin de mariage était son frère Uffe Redsted Pedersen.
Sa femme l'encouragea à écrire et La légion des damnés paru en 1953. Pris d'une fièvre caucasienne (contractée en temps de guerre), il est quasiment paralysé pendant deux ans. Il reprend ensuite l'écriture.
Le 10 octobre 1963, le journaliste danois George Kringelbach révèle que Sven Hassel est un nom de plume de Børge Willy Redsted Pedersen, condamné pour trahison,. L'éditeur de Hassel, Grafisk Forlag, cesse alors de collaborer avec lui et propose à toutes les librairies de leur rembourser son dernier livre. Hassel fonde alors sa propre maison d'édition, Bellum, qui publie le reste de ses ouvrages.
En 1964, il s'installe à Barcelone, où il vit jusqu'à sa mort.
Le 29 septembre 1965, il a changé son nom en Sven Willy Hasse Arbing.

## Ses romans
Dans ses romans de fiction, le narrateur est un soldat qui porte le nom de Sven Hassel. Il décrit les exploits guerriers et extra-guerriers d'un groupe de soldats loin de l'idéal héroïque, arrivés dans ce régiment disciplinaire car condamnés de droit commun, rescapés de la Cour Martiale ou indésirables politiques. Le héros et ses comparses constituent un équipage de char dans le 27e bataillon disciplinaire blindé sur le front russe. La majorité des intrigues se déroulent à l'est de l'Allemagne, mais des romans se déroulent en Italie, en France ou encore en Belgique.
Dès le début du premier roman, l'auteur rencontre des personnages hauts en couleur :
- Joseph Porta (Obergefreiter puis Stabsgefreiter), un Berlinois affreusement laid, grand, maigre. Une masse hirsute de cheveux roux recouvre son crâne quand il ne porte pas son haut-de-forme jaune. Doté d'un incroyable culot et d'un sens inné de la repartie, les officiers l'évitent comme la peste de peur d'être définitivement ridiculisés devant la troupe. Il peut sentir la nourriture à des kilomètres et pilote le char comme un as. Il a aussi une certaine affinité pour les animaux, il adoptera notamment un chat roux qu'il baptisera Obergefreiter Josef Vissarionovitch Stalin, ainsi qu'un ours, baptisé « Raspoutine » ;

- Le Légionnaire (Gefreiter Alfred Kalb), ancien membre de la Légion Étrangère, il fera son apparition dans le second roman lors d'une bagarre où il mettra K.O. Petit Frère ; Il apparait comme étant le plus stable mentalement, s'est converti à l'Islam et peut être très cruel envers ceux qui ne respectent pas les choses et usages Sacrés.

- Barcelona (Feldwebel Peter Blom), un communiste vétéran de la guerre d'Espagne ;

- Petit-Frère (Obergefreiter Wolfgang Kreutzfeld), un Hambourgeois  engagé depuis 1933 à l'âge de 15 ans dans l'Armée Allemande. Ce colosse sans cervelle n'a jamais rien connu d'autre que les maisons de correction et les bataillons disciplinaires. C'est aussi le plus sensible du groupe, il n'hésite pas à sauver les femmes et les enfants qu'il croise et pleure régulièrement en contemplant les horreurs de la guerre. Il rappelle de temps en temps à ses officiers qu'il devrait être démobilisé puisqu'il a passé plus de 10 ans sous les drapeaux ;

- Le Vieux ou Alte en allemand, (Feldwebel Willie Beier), menuisier berlinois et père de deux enfants, il fut envoyé dans un bataillon disciplinaire pour ne pas avoir caché son opposition au parti. On l'appelle le Vieux, mais il n'a pas plus de 35 ans, soit 10 ans de plus que la plupart des autres soldats. Il fait partie de ces personnes qui génèrent le calme autour d'eux, il joue le rôle de père pour le héros ;

- Le fanatique (Unteroffizier Julius Marius Heide), engagé volontaire dans les SS, il atterrit dans le bataillon sans que l'on comprenne ni pourquoi ni comment. Heide ne supporte pas qu'on critique le parti, il souhaite devenir officier après la guerre et mémorise chaque jour 15 pages du code militaire. Dans au moins un roman, il se montre anti-nazi.

- Pluto ou Pluton (Stabsgefreiter Gustav Eicken), est un solide gaillard et ancien docker, il a commis de nombreux vols avant la guerre, mais a fini par être condamné à tort pour le vol d'un camion de farine. Si on veut l'énerver il suffit d'employer le mot « camion » ou « farine » dans une phrase ;

- Hugo Stege, le seul du groupe à avoir fait des études (de latin), il est souvent ridiculisé par les autres et il se lave toujours les mains avant de manger ;

- Gregor Martin, unteroffizier qui apparaît dans le roman Monte Cassino. C'était le chauffeur du Feldmarschall von Kluge avant la guerre ;

- Le colonel Manfried Hinka, on ne sait pas grand-chose sur lui, si ce n'est qu'il couvre Porta dès qu'il a un problème, il combat avec ses hommes et se montre juste avec eux. Il a perdu un bras sur le front russe et malgré son infirmité il doit assurer le commandement du bataillon à cause du manque d'officiers. Ses blessures ne se comptent plus et il change parfois de grade pour devenir major (voire simple Lieutenant ; cf. Gestapo de S. Hassel) ;
- Stahlschmidt, haupt und stabsfeldwebel, adjudant d'unité du bataillon. Ennemi juré de Porta, cynique et malhonnête, c'est l'archétype du profiteur de guerre. sans foi ni loi, tout est source de profit pour cet homme immoral, y compris et surtout sur le dos des troupiers du bataillon.

La guerre décrite dans les romans de Hassel est cruelle et dépourvue d'actes héroïques. Les soldats combattent pour survivre dans une guerre qui n'est pas la leur. On tue de manière atroce et sans réfléchir. L'auteur souligne la stupidité du conflit, l'arrogance des officiers prussiens qui sacrifient les hommes de troupe sans aucun remords. La guerre vue du côté de l'homme de troupe est décrite en détail, avec ses bons moments de camaraderie mais aussi ses limites, et ses longs intermèdes d'inactivité. Les civils meurent aussi que ce soit dans les bombardements, les offensives ou simplement sous les balles des policiers militaires.
La discipline extrêmement dure de l'armée allemande n'est pas laissée de côté.

## Liste des romans
Chaque titre est suivi de la date d'écriture et de la période décrite.
1. La Légion des damnés (1953), roman qui décrit le mieux l'expérience de Hassel
2. Les Panzers de la mort (1957)  (hiver 1943 - mars 1944)
3. Camarades de front (1960) (avril à août 1944)
4. Bataillon de marche (1962)  (fin 1942 - avril 1943)
5. Gestapo (1943-1944)
6. Monte Cassino (1963)  (janvier à mai 1944)
7. Liquidez Paris ! (1967) (juin 1944 - février 1945)
8. Général SS (1969) (fin 1942- avril 1943)
9. Oubliés de Dieu (1977) (été 1944 )
10. Je les ai vus mourir (1974) (octobre 1941 - janvier 1942)
11. Commando Reichsführer Himmler (1972) (août à octobre 1944)
12. Les Forcenés de l'enfer (1971)  (hiver 42 - 1943)
13. Conseil de guerre (1979) (hiver 42-1943)
14. Le Commissaire (1985)  (été 1941)

## Polémique
Depuis le début des années 1970, Erik Haaest, journaliste danois et militant négationniste, prétend que Sven Pedersen serait un imposteur et qu'il aurait collaboré avec les autorités nazies durant la Seconde Guerre mondiale. Il a donc écrit un livre où il présente sa version de la biographie de l'auteur. Bien que certains arguments soient pertinents, comme le problème de sa présence en plusieurs points d'Europe au même moment (ce qui peut s'expliquer par le côté romanesque), aucun document ou source fiable ne vient corroborer ses dires.
Cependant, même si l'imposture était avérée, elle n'enlèverait rien à la dénonciation pacifiste par Sven Hassel de la guerre et de ses atrocités.